# Emaus
Emaus je antički grad, oko 11 km sjeverno od Jeruzalema. Spominje se u Evanđelju po Luki, kada su dva Isusova učenika nakon Isusove smrti i uskrsnuća vraćala se kući u Emaus, a putem im se pridružio Isus.

## Emaus u Novom zavjetu
Isusovi učenici teško su podnijeli Isusovu muku i smrt. Mnogi su bili neutješni i uplašeni, nisu razumjeli što se dogodilo. Mnogi su se iz Jeruzalema vratili u svoja mjesta. Tako su se i dva Isusova učenika vraćala u Emaus. 
Evanđelist Luka piše, da je Emaus udaljen 60 stadija od Jeruzalema. To je oko 11 kilometara sjeverno od Jeruzalema. Putem su raspravljali o događajima u Jeruzalemu. Jedan od ta dva učenika zvao se Kleofa, a drugom nije poznato ime. Dok su razgovarali pridružio im se Isus, no oni ga nisu prepoznali. Isus ih je upitao o čemu razgovaraju i zašto su žalosni. Znao je što ih muči, ovim pitanjem pozvao ih je, da se izjadaju. Kleofa odgovori: "Zar si ti jedini stranac u Jeruzalemu te ne znaš što se u njemu dogodilo ovih dana? (Lk 24,18)". Nato su ispričali, kako je prorok imenom Isus poučavao narod, imali su od njega velika očekivanja, ali je osuđen na smrt, razapet i umro. Zbunilo ih je što su neke žene, našle prazan grob i anđeli im rekoše, da je Isus živ. Isus im odgovori: "O bezumni i srca spora da vjerujete što god su proroci navijestili! Nije li trebao da Krist sve to pretrpi te uđe u svoju slavu? (Lk 24, 25-26)". 
Tada im je Isus detaljno opisao, što su sve proroci navijestili, da će se dogoditi s Njim. Učenici su rado pamtili pozitivna proroštva, a izbjegavali su proroštva o Isusovoj muci i smrti. Smetalo im je, što je Isus umro na križu. Nadali su se, da će Isus uspostaviti zemaljsko kraljevstvo i osloboditi Židove od rimskih okupatora. Isus je navijestio Božje kraljevstvo umjesto zemaljskog. Preko proročanstva, pokazao je da je uistinu obećani Mesija. Dok su pričali, Isus i dva učenika došli su do Emausa. Isus je želio otići, ali su ga molil da ostane s njima, jer večer je i uskoro će noć. I dalje nisu znali da je to Isus. 
Zajedno su sjeli za stol. Isus je uzeo kruh, izrekao blagoslov, razlomio kruh i pružio im. Tada su ga prepoznali, a Isus im iščeznu s očiju. Jedan drugome rekoše: "Nije li gorjelo srce u nama dok nam je putom govorio, dok nam je otkrivao Pisma? (LK 24,32)". Odmah su se vratili u Jeruzalem i potražili apostole. Apostoli su već znali, da je Isus uskrsnuo, već se ukazao pobožnim ženama i sv. Petru. Kleofa i drugi učenik ispričali su apostolima, kako im se Isus pridružio na putu u Emaus, kako im je tumačio sv. Pismo, kako su ga prepoznali u lomljenju kruha i kako je iznenada nestao. 